# Lac Loktak
Le lac Loktak est le plus grand lac d'eau douce d'Inde dans l'État de Manipur.

## Présentation
Cet ancien lac joue un rôle important dans l'économie du Manipur. Il sert de source d'eau pour la production d'hydroélectricité, l'irrigation et l'approvisionnement en eau potable. Le lac est aussi une source de revenus pour les pêcheurs qui vivent en milieu rural dans les régions environnantes.
Les activités humaines ont conduit à une forte pression sur l'écosystème du lac. 55 hameaux répartis autour du lac ont une population d'environ 100 000 personnes,,.
Une grande partie du lac et de ses rives se situe dans le Parc national de Keibul Lamjao. Un environnement particulier s'est formé sur le lac, constitué par les phumdis (API : /pʰúm.dí/ en manipuri) ou phums (API : /pʰúm/ en manipuri), qui sont des îles flottantes naturelles, formées par l'accumulation hétérogène d'humus, de végétation et de matières organiques à divers stades de décomposition. Les riverains du lac ont également développé des îles flottantes semi-artificielles, les athaphums, qui sont de forme circulaire et servent à la pisciculture,.
Les phumdis constituent l'unique territoire où est présent à l'état sauvage le Sangai, ou Cerf d'Eld du Manipur, une sous-espèce de cervidé endémique à la région.
Le lac Loktak a été reconnu site Ramsar le 23 mars 1990.